# Christian Wilhelm Raab
Christian Wilhelm Raab ( * 1788 - 1835 ) fue un farmacéutico, briólogo, y botánico alemán.
Junto con sus colegas alemanes, Justus Christian Naumann (1789 -?), Georg Hofmeister (1789 -?), Theodor Friedrich Nees (1787-1835), y otros, que eran casi de la misma edad, botanizaron en los Alpes suizos; y, todas las plantas desconocidas para ellos, las enviaban a la Sickershausen Franconia (cerca de Würzburg) y los identificaba Christian Gottfried Nees von Esenbeck. Esos intercambios de información, de semillas y de material de herbario se llevaron a cabo durante varios años.
- La abreviatura «Raab» se emplea para indicar a Christian Wilhelm Raab como autoridad en la descripción y clasificación científica de los vegetales.[2]